# Baro Bettera
Baro Bettera (1645. – 1712.) je bio hrvatski književnik, otac hrvatske pjesnikinje Marije Bettera-Dimitrović.
Pisao je religiozne pjesme, a značajan je i kao prevoditelj.
Stilski pripada krugu dubrovačkog baroknog pjesništva hrvatske književnosti.
Pripadao je pučkoj dubrovačkoj trgovačkoj obitelji. Djed je hrvatskog znanstvenika Ruđera Boškovića.
Kao intelektualac nije ostao izoliranom pojavom, pa se tako bilježi da je bio u kontaktu s providurskim izaslanikom, hrvatskim pjesnikom i piscem Petrom Kanavelićem.